# Krusensterniella pavlovskii
Krusensterniella pavlovskii är en fiskart som beskrevs av Andriashev, 1955. Krusensterniella pavlovskii ingår i släktet Krusensterniella och familjen tånglakefiskar. Inga underarter finns listade i Catalogue of Life.